# Estrella compacta
En astronomia, el terme estrella compacta (també objecte compacte) s'usa per a referir-se col·lectivament a nanes blanques, estrelles de neutrons, forats negres i altres romanents estel·lars. Tots aquest objectes són petits amb relació a la seva massa. El terme estrella compacta s'usa habitualment quan no es coneix la natura exacta de l'estrella, però hi ha proves que es tracta d'una estrella de petit radi i molt massiva, la qual cosa implica un dels objectes abans mencionats.
Una estrella compacta, a diferència d'una estrella típica, no contraresta a la gravetat mitjançant la pressió generada per reaccions de fusió nuclear en el seu interior. Tals objectes són, de fet, el resultat de l'esgotament del combustible nuclear de les estrelles. Per això també són sovint denominades com romanents estel·lars. Sense cap font d'energia que lluiti contra el col·lapse aquestes estrelles mortes estan comprimides al màxim del que permet la seva massa. Es mantenen estables subjectes per forces nuclears d'origen quàntic. A tan elevades densitats, la matèria es troba en un estat que es denomina degenerat. En casos extrems l'objecte és incapaç de sostenir-se a si mateix formant així una singularitat gravitatòria. Depenent de la massa inicial de l'estrella i de quanta massa hagi perdut al llarg de la seva vida la fi de les reaccions nuclears porta amb si l'aparició d'un tipus o altre d'objecte compacte.

## Formació
El punt final habitual del que seria l'evolució estel·lar és la formació d'una estrella compacta.
Totes les estrelles actives arriben a un punt de la seva evolució en el qual la pressió de radiació cap a l'exterior de les fusions nuclears en el seu interior ja no pot resistir les forces gravitatòries omnipresents. Quan això té lloc, l'estrella col·lapsa pel seu propi pes i s'inicia l'anomenat procés de mort estel·lar. Per a la majoria de les estrelles, això donarà lloc a la formació d'un romanent estel·lar molt dens i compacte, també conegut com a estrella compacta.
Les estrelles compactes no produeixen energia interna, però -amb l'excepció dels forats negres- solen continuar irradiant durant milions d'anys gràcies a la calor sobrant del propi col·lapse.
Segons els estudis més recents, les estrelles compactes també podrien formar-se durant la separacions de fase de l'Univers primitiu que va seguir al big-bang. Els orígens primordials dels objectes compactes coneguts no s'han determinat amb total certesa.

## Vida
Tot i que les estrelles compactes poden produir radiació, i en conseqüència, anar perdent temperatura i energia, aquestes estrelles no depenen de la seva pròpia temperatura per a mantenir la seva pressió. En el cas d'un univers obert, exceptuant alguna pertorbació externa, el Big Rip (de produir-se), o la desintegració dels barions, aquest tipus d'estrelles es pot considerar que virtualment existiran per sempre, si bé els forats negres acabaran per evaporar-se a causa de l'emissió de radiació de Hawking. Eventualment, en un futur molt molt llunyà, totes les estrelles acabaran per evolucionar a estrelles compactes fosques.

## Tipus d'estrelles compactes
Els tipus d'objecte que pertanyen a aquesta categoria són: 
- nana blanca
- Estrella de neutrons
  - Púlsar
  - Magnetar
- Estrella estranya o estrella de quarks
- Forat negre
- Estrella de preons
- Estrella Q

### Nanes blanques

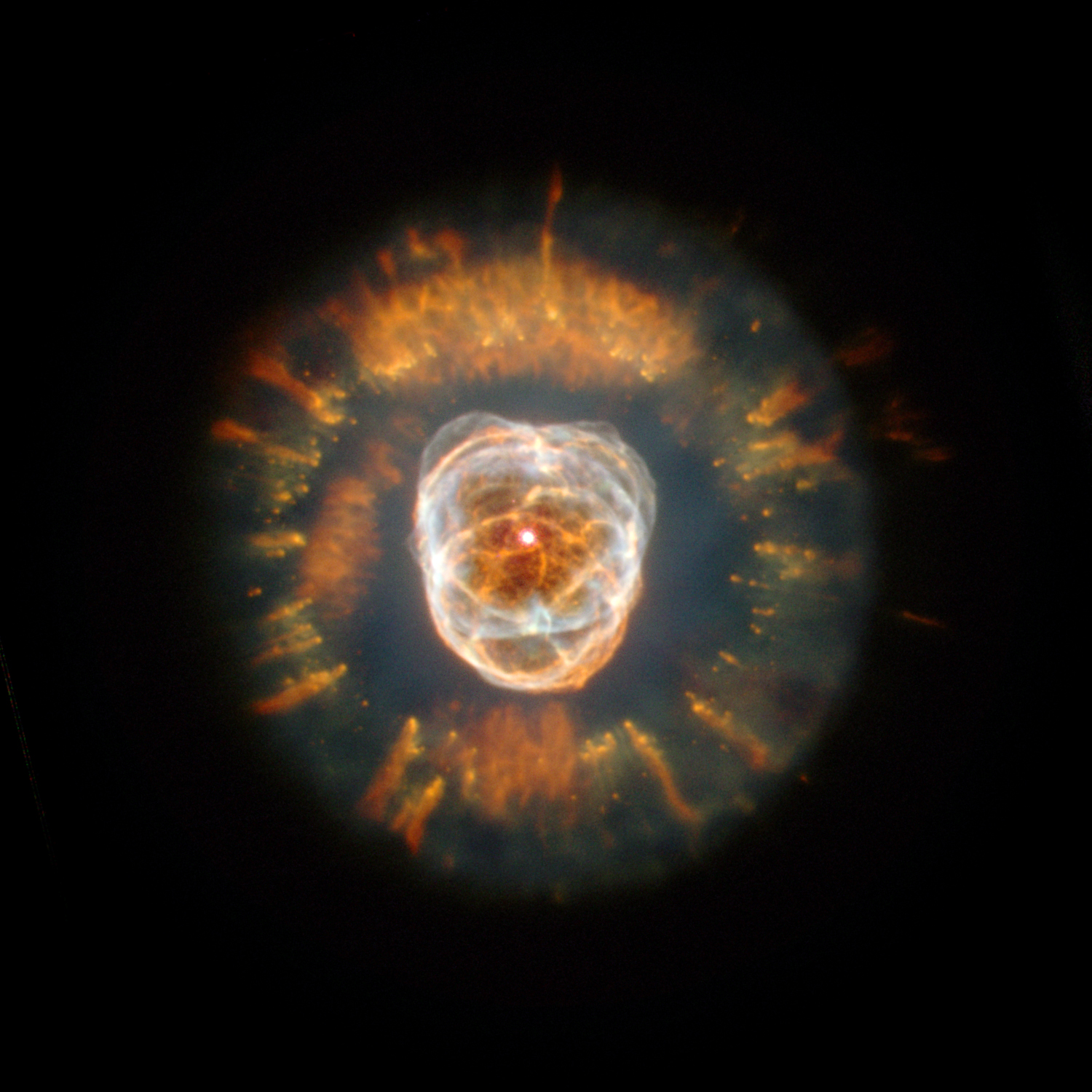
La nebulosa esquimal està il·luminada per una nana blanca en el seu centre.

Les estrelles anomenades nanes blanques o degenerades estan formades principalment per matèria degenerada; típicament nuclis de carboni i oxigen en un mar d'electrons degenerats. Les nanes blanques sorgeixen dels nuclis de les estrelles de la seqüència principal i, per tant, estan molt calentes quan es formen. A mesura que es refreden, es van enrogint i mica en mica es van atenuant fins a convertir-se en nanes negres fosques. Les nanes blanques es van observar durant el segle xix , però les densitats i pressions extremadament altes que contenen no es van explicar fins a la dècada de 1920.
L'equació d'estat de la matèria degenerada és "tova", la qual cosa significa que en afegir més massa s'obté un objecte més petit. Si es continua afegint massa al que comença com una nana blanca, l'objecte s'encongeix i la densitat central es fa encara major, amb energies d'electrons degenerats més altes. Quan la massa de l'estrella degenerada hagi crescut prou com perquè el seu radi s'hagi reduït a només uns milers de quilòmetres, la massa s'acostarà al límit de Chandrasekhar -el límit superior teòric de la massa d'una nana blanca, unes 1,4 vegades la massa del Sol.
Si s'extragués la matèria del centre d'una nana blanca i es comprimís lentament, els electrons es veurien obligats primer a combinar-se amb els nuclis, canviant els seus protons per neutrons mitjançant decaïment beta invers. L'equilibri es desplaçaria cap a nuclis més pesats i rics en neutrons que no són estables en les densitats quotidianes. A mesura que augmenta la densitat, aquests nuclis es tornen encara més grans i menys units. A una densitat crítica al voltant de 4×1014 kg/m³, anomenada "línia de degoteig de neutrons", el nucli atòmic tendiria a dissoldre's en protons i neutrons lliures. . Si es comprimeix encara més, finalment aconseguiria un punt en el qual la matèria està en l'ordre de la densitat d'un nucli atòmic, aproximadament 2×1017 kg/m³. A aquesta densitat, la matèria seria principalment neutrons lliures, amb una lleugera dispersió de protons i electrons.

### Estrelles de neutrons

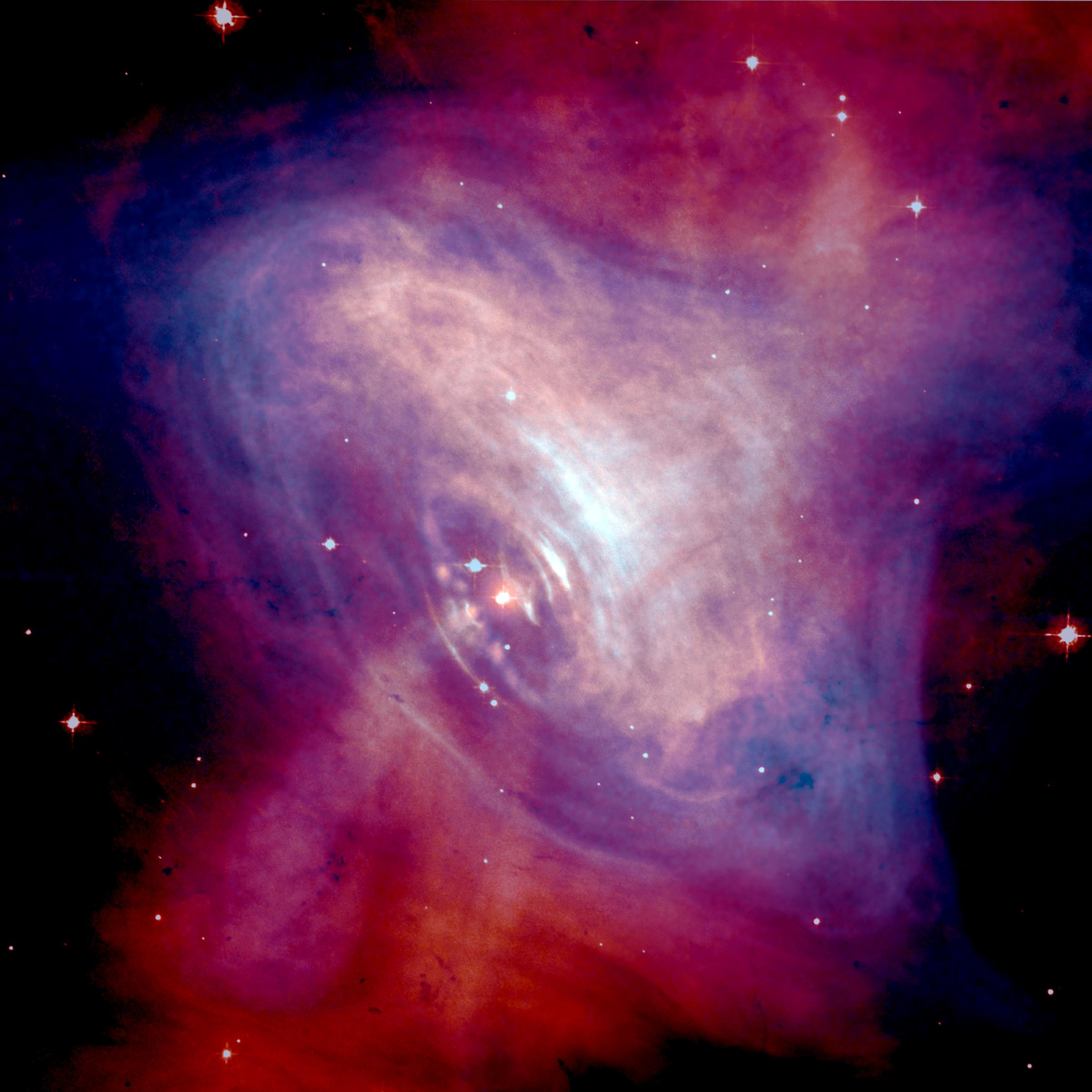
La nebulosa del Cranc és un romanent de supernova que conté el púlsar del Cranc, una estrella de neutrons.

En certes estrelles binàries que contenen una nana blanca, la massa es transfereix de l'estrella companya a la nana blanca, empenyent-la finalment per sobre del límit de Chandrasekhar. Els electrons reaccionen amb els protons per a formar neutrons i, per tant, deixen de subministrar la pressió necessària per a resistir la gravetat, provocant el col·lapse de l'estrella. Si el centre de l'estrella està compost majoritàriament per carboni i oxigen, un col·lapse gravitatori d'aquest tipus provocarà una fusió galopant del carboni i l'oxigen, la qual cosa donarà lloc a una supernova de tipus Ia que farà esclatar l'estrella totalment abans que el col·lapse sigui irreversible. Si el centre està compost principalment per magnesi o elements més pesats, el col·lapse continua. A mesura que la densitat augmenta, els electrons restants reaccionen amb els protons per a formar més neutrons. El col·lapse continua fins que (a major densitat) els neutrons es tornen degenerats. Un nou equilibri acaba sent possibles després que l'estrella es contregui tres ordres de magnitud, fins a un radi d'entre 10 i 20 km. Es tracta d'una estrella de neutrons.
Tot i que la primera estrella de neutrons no es va observar fins a l'any 1967, quan es va descobrir el primer púlsar de radi, les estrelles de neutrons van ser proposades per Baade i Zwicky el 1933, només un any després del descobriment del neutró el 1932. Es van adonar que, com que les estrelles de neutrons són tan denses, el col·lapse d'una estrella ordinària en una estrella de neutrons alliberaria una gran quantitat d'energia potencial gravitacional, proporcionant una possible explicació per a les supernoves. Aquesta és l'explicació per a les supernoves de tipus Ib, Ic, i II. Aquestes supernoves es produeixen quan el nucli de ferro d'una estrella massiva supera el límit de Chandrasekhar i col·lapsa fins a convertir-se en una estrella de neutrons.
Igual que els electrons, els neutrons són fermions. Per tant, proporcionen pressió de degeneració de neutrons per a sostenir una estrella de neutrons contra el col·lapse. A més, les interaccions repulsives neutró-neutró proporcionen una pressió addicional. Igual que el límit de Chandrasekhar per a les nanes blanques, existeix una massa límit per a les estrelles de neutrons: el límit de Tolman-Oppenheimer-Volkoff, on aquestes forces ja no són suficients per a sostenir l'estrella. Ja que les forces en la matèria hadrònica densa no es coneixen bé, aquest límit no es coneix amb exactitud, però es creu que està entre 2 i 3 vegades la massa solar. Si s'acumula més massa en una estrella de neutrons, finalment s'aconseguirà aquest límit de massa. El que ocorre després no està del tot clar.

### Forats negres

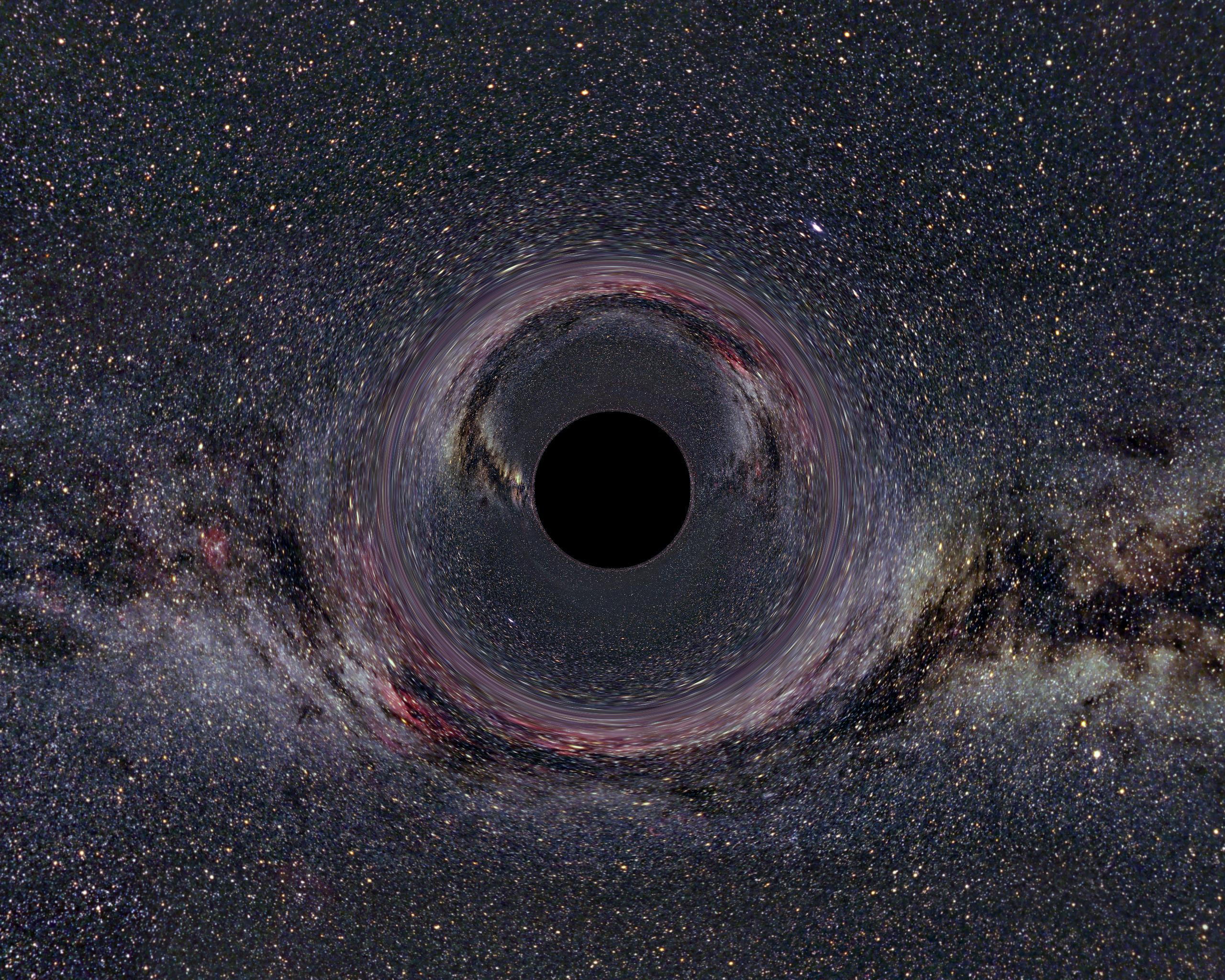
Un forat negre simulat de deu masses solars, a una distància de 600 km

A mesura que es va acumulant més massa, l'equilibri contra el col·lapse gravitatori supera el seu punt de ruptura. Una vegada la pressió de l'estrella és insuficient per a contrarestar la gravetat, es produeix un col·lapse gravitatori catastròfic en qüestió de mil·lisegons. La velocitat de fuita a la superfície, que ja és almenys 1⁄3 de la velocitat de la llum, assoleix ràpidament la velocitat de la llum. En aquest moment cap energia o matèria pot escapar i es forma un forat negre. Atès que tota la llum i la matèria queden atrapades dins d'un horitzó d'esdeveniments, un forat negre sembla veritablement negre, excepte per la possibilitat d'una molt feble radiació de Hawking. Se suposa que el col·lapse continuarà dins de l'horitzó d'esdeveniments.
En la teoria clàssica de la relativitat general, es formarà una singularitat gravitatòria que no ocupa més que un punt. És possible que es produeixi una nova detenció del col·lapse gravitatori catastròfic a una grandària comparable a la longitud de Planck, però a aquestes longituds no es coneix cap teoria de la gravetat que permeti predir el que ocorrerà. Afegir qualsevol massa extra al forat negre farà que el radi de l'horitzó de successos augmenti linealment amb la massa de la singularitat central. Això induirà certs canvis en les propietats del forat negre, com la reducció de la tensió de marea prop de l'horitzó de successos i la reducció de la intensitat del camp gravitatori a l'horitzó. No obstant això, no hi haurà més canvis qualitatius en l'estructura associats a qualsevol augment de massa.

#### Models alternatius de forats negres
- Fuzzball[10]
- Gravastar[10]
- Estrella d'energia fosca
- Estrella negra
- Objecte magnetosfèric en col·lapse etern
- Estrella fosca[10]
- Forats negres primordials

## Estels exòtics
Un estel exòtic és una estrella compacta hipotètica composta d'alguna cosa més que electrons, protons i neutrons equilibrats contra el col·lapse gravitatori per pressió de degeneració o altres propietats quàntiques. Aquests inclouen els estels estranys (compostes de matèria estranya) i els estels preons més especulatius (compostos de preons).
Les estrelles exòtiques són hipotètiques, però les observacions publicades per l'Observatori de raigs X Chandra el 10 d'abril de 2002 van detectar dues candidates a estrelles estranyes, designades RX J1856.5-3754 i 3C58, que tenien anteriorment es pensava que eren estrelles de neutrons. Segons les lleis conegudes de la física, els primers semblaven molt més petits i els últims molt més freds del que deurien, la qual cosa suggereix que estan composts de material més dens que el neutroni. No obstant això, aquestes observacions van ser rebudes amb escepticisme pels investigadors que deien que els resultats no eren concloents.

#### Estrelles de Quarks i estrelles estranyes
Si els neutrons s'espremen prou a una temperatura molt alta, es descompondran en els quarks que els componen, formant el que es coneix com a matèria quark. En aquest cas, l'estrella s'encongirà encara més i es tornarà més densa, però en lloc d'un col·lapse total en un forat negre, és possible que l'estrella s'estabilitzi i sobrevisqui en aquest estat indefinidament, sempre que no s'agregui més massa. Fins a cert punt, es converteix en un nucleó molt gran. Una estrella en aquest estat hipotètic es denomina "estrella de quark" o, més específicament, "estrella estranya". El púlsar 3C58 ha estat suggerit com una possible estrella de quarks. Es creu que la majoria de les estrelles de neutrons contenen un nucli de matèria de quarks, però això ha resultat difícil de determinar mitjançant l'observació.

#### Estrelles Preó
Una estrella preó és un tipus d'estrella compacta proposta constituïda de preons, un grup de partícules subatòmiques hipotètiques. S'esperaria que les estrelles preó tinguessin densitats enormes, superiors a 1.023 quilograms per metre cúbic, un terme intermedi entre les estrelles de quarks i els forats negres. Les estrelles Preó podrien originar-se a partir d'explosions de supernoves o del big-bang; no obstant això, les observacions actuals dels acceleradors de partícules no han proveït confirmació de l'existència dels preons.

#### Estrelles Q
Les estrelles Q són estrelles de neutrons hipotèticament compactes i més pesades amb un estat exòtic de la matèria en el qual el nombre de partícules es conserva amb radis inferiors a 1,5 vegades el corresponent radi de Schwarzschild. Les estrelles Q també se les anomena "forats grisos".

#### Estrelles electrodèbils
Una estrella electrodébil és un tipus teòric d'estrella exòtica, on el col·lapse gravitacional de l'estrella és impedit per la pressió de radiació resultant del consum electrodèbil, és a dir, l'energia alliberada per conversió de quarks a leptons a través de la força electrodèbil. Aquest procés ocorre en un volum en el nucli de l'estrella d'aproximadament la grandària d'una poma, que conté al voltant de dues masses terrestres.

#### Estrella de bosons
Una estrella de bosons és un objecte astronòmic hipotètic que es forma a partir de partícules anomenades bosons (les estrelles convencionals es formen a partir de fermions). Perquè existeixi aquest tipus d'estrella, ha d'haver-hi un tipus estable de bosó amb autointeracció repulsiva. A partir de 2016 no hi ha evidència significativa que existeixi tal estrella. No obstant això, pot ser possible detectar-los per la radiació gravitatòria emesa per un parell d'estrelles bosòniques en òrbita conjunta.